# Jaromír Drábek
Jaromír Drábek (ur. 5 marca 1965 w Jabloncu nad Nysą) – czeski polityk, działacz partii TOP 09, były minister pracy, deputowany do Izby Poselskiej.

## Życiorys
W 1988 ukończył studia z zakresu cybernetyki na Politechnice Czeskiej w Pradze. W 1998 na tej samej uczelni uzyskał doktorat. Był pracownikiem naukowym w instytucie badań nad energią, zajmował kierownicze stanowiska w przedsiębiorstwie energetycznym. W latach 2002–2008 był prezesem Czeskiej Izby Handlowej, następnie został honorowym prezesem tej instytucji. Działał w różnych instytucjach i ciałach doradczych, powołany również w skład rady dyrektorów Uniwersytetu Technicznego w Libercu.
W latach 2002–2006 zasiadał w radzie miejskiej Jablonca nad Nysą. W 2009 wstąpił do partii TOP 09, której został przewodniczącym. W 2010 został wybrany do Izby Poselskiej, mandat poselski sprawował do 2013. Od lipca 2010 do października 2012 sprawował urząd ministra pracy w rządzie Petra Nečasa.
Jaromír Drábek jest żonaty, ma dwoje dzieci.